# Plectranthastrum
Plectranthastrum é um género botânico pertencente à família Lamiaceae.

## Espécies
- Plectranthastrum clerodendroides
- Plectranthastrum cylindricalyx
- Plectranthastrum rosmarinifolium